# Prix Paul-Teissonnière
Pour les articles homonymes, voir Paul Teissonnière.
Le prix Paul-Teissonnière, de la fondation du même nom, est un ancien prix annuel de philosophie, créé en 1948 par l'Académie française et « récompensant le meilleur mémoire publié sur un sujet de philosophie morale ou religieuse, de tendance libérale ».

## Paul Teissonnière
Paul Teissonnière (1872-1946) était un pasteur protestant. Il a notamment présidé la Fédération belge des foyers de l'Âme.

## Liste des lauréats
- 1951 : François Piétri pour Lucien Bonaparte à Madrid
- 1952 : Pierre Maillard pour Formons des hommes
- 1953 : 
  - Jean Barbier pour Le curé d’Ars et Pauline Jaricot
  - Marie-Madeleine Billet pour Quand Bonne Maman s'appelait Félicie
  - Yves Chaussy pour Une paroisse bretonne : Lennon
- 1954 : 
  - Paul André pour La jeunesse de Bayle
  - Henry Mavit pour Refus de l’Absurde
- 1955 : 
  - Madeleine Cazamian pour Le Roman et les Idées en Angleterre
  - Pierre Flottes pour Leconte de Lisle, l'homme et l'œuvre
- 1957 : 
  - Marcel Bruyère pour Le cardinal de Cabrières
  - Jules Chaix-Ruy (1896-1986) pour Ernest Renan et Donoso Cortès
  - Vincent Cordonnier pour De la mort à l’histoire
  - S Dario pour Adieu, Docteur Peterson
  - Charles-Jean Ledit pour Mahomet, Israël et le Christ
  - Pierre Lelièvre pour Saint-Malo
- 1958 : 
  - Joseph Daoust pour Dom Martène
  - Victor Del Litto pour En marge des manuscrits de Stendhal
  - Jacques Nicolle pour Maurice Nicolle
- 1959 : 
  - Jean Cazeneuve pour Les Rites et la condition humaine
  - Jean Nicolas pour Onze ans au paradis
  - Maurice Testard pour Saint-Augustin et Cicéron
- 1960 : Claude-Évelyne Gruber-Magitot pour Les lions de Juda
- 1961 : Théodore Ruyssen pour Itinéraire spirituel
- 1962 : Gille Phabrey pour La Cité fraternelle
- 1963 : Jean-Marie Aubert pour Recherche scientifique et foi chrétienne
- 1964 : André Berge pour Contre la peur de vivre et l’angoisse de mourir
- 1965 : 
  - Guy de Broglie pour Les signes de crédibilité de la Révélation chrétienne
  - Ivan Gobry pour Le modèle en morale
- 1967 : 
  - Jean de Fabrègues pour Christianisme et Civilisation
  - Louis Le Guillou pour L’Évolution de la pensée religieuse de Félicité Lamennais
- 1968 : Pierre Espil pour Trois petits bergers et la Vierge
- 1969 : François Gaquère (1888-1972) pour Les suprêmes appels de Bossuet à l’unité chrétienne (1668-1691)
- 1972 : 
  - Jean-Max Eylaud pour Mémoires d’Esculape
  - François Gaquère (1888-1972) pour Monseigneur Étienne Julien (1856-1930)
- 1974 : Denis Labau (1920?-2010) pour Les évêques et la cathédrale de Lescar, des origines à la réforme
- 1978 : Claude Duvernoy (1929-2016) pour Moïse
- 1980 : Jacques Potin pour Thomas More ou la conscience d’un saint
- 1982 : Jean Toulat pour Les forces de l’espoir
- 1987 : Jean Daujat  pour Thérèse de Lisieux, la grande amoureuse
- 1988 : Paul Baudiquey pour Pleins signes